# Strongylosoma hispanicum
Strongylosoma hispanicum är en mångfotingart som beskrevs av Karl Wilhelm Verhoeff 1907. Strongylosoma hispanicum ingår i släktet Strongylosoma och familjen orangeridubbelfotingar. Inga underarter finns listade i Catalogue of Life.